# Pusta Turnia

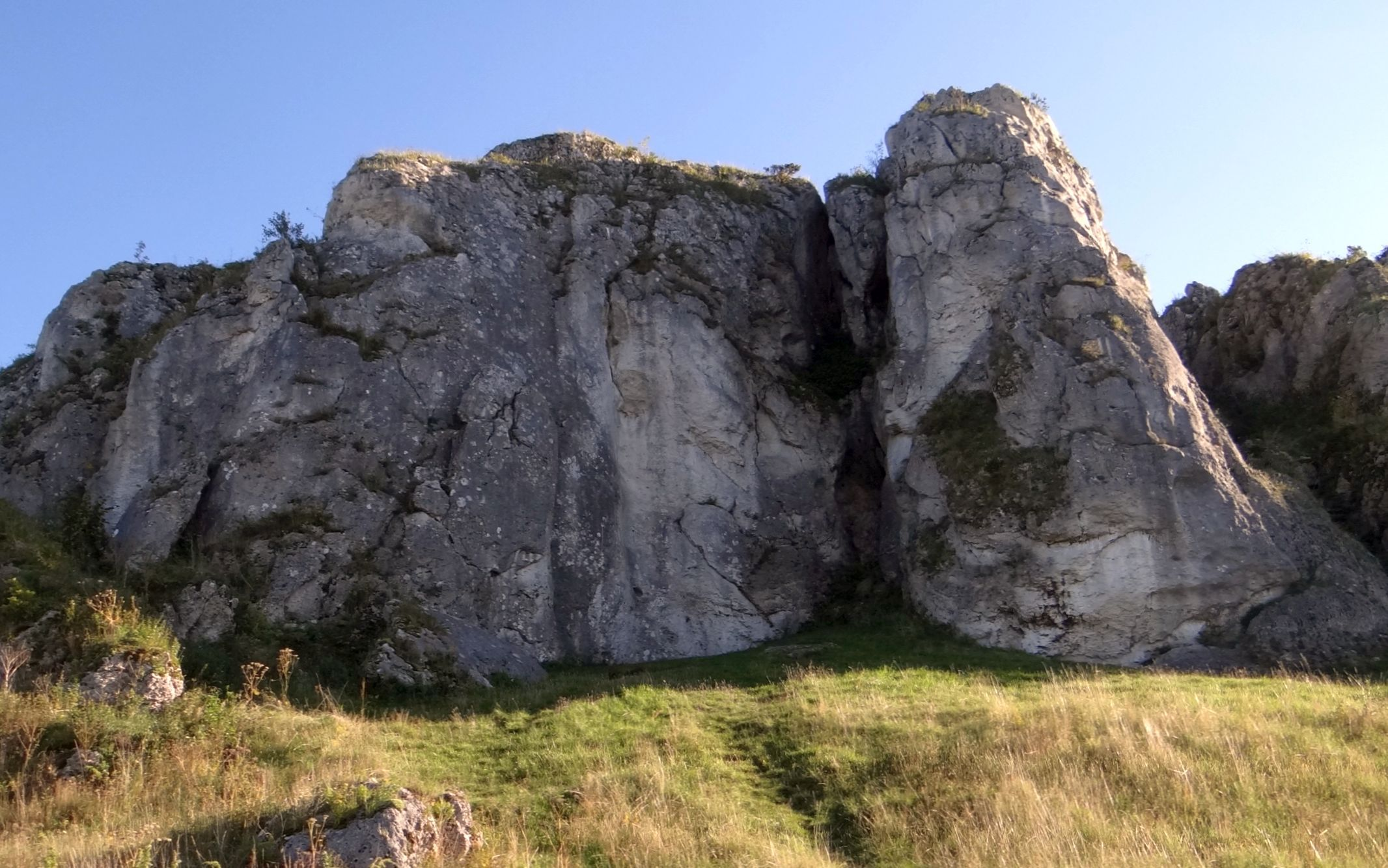
Pusta Turnia i Ganek Ewy (po prawej)

Pusta Turnia – skała w ruinach Zamku w Olsztynie w miejscowości Olsztyn w województwie śląskim, w powiecie częstochowskim, w gminie Olsztyn. Na mapie Geoportalu wraz z Gankiem Ewy opisana jest jako Poligon. Pod względem geograficznym jest to teren Wyżyny Częstochowskiej.
Wapienna skała znajduje się na terenie otwartym, na trawiastym zboczu we wschodniej części murów zamkowych. Sąsiaduje z Gankiem Ewy. Do południa znajduje się w pełnym słońcu, po południu jest w cieniu. Wspólnota gruntowa będąca właścicielem zamku zezwoliła uprawiać na niej wspinaczkę skalną. Skała ma wysokość 20 metrów i pionowe lub połogie ściany. Wspinacze skalni zaliczają ją do sektora Skał przy Zamku. Poprowadzili na niej 14 dróg wspinaczkowych o trudności od IV do VI.4+ w skali Kurtyki, jest też jeden projekt i jedna możliwość poprowadzenia nowej drogi. Część dróg ma zamontowane stałe punkty asekuracyjne: (ringi (r) i stanowiska zjazdowe. Skała wśród wspinaczy skalnych cieszy się średnią popularnością.

1. Droga Piekutowskiego; V
2. Płytka trawiasta; IV
3. Przez konia; IV+
4. Ganek głodnego Myszy; V+, 7r + st
5. Zrób to sam; VI.3, 6r + st
6. Filar konia; VI.1, 16 m. 5r + st
7. Koń; V+
8. Prostowanie ścianki; VI.3, 6r + st
9. Projekt; 6r + st
10. Ścianka do powtarzania; VI.2+, 6r + st
11. Rynna Biernackiego; VI.4+, 5r + st
12. Fala; VI.4, 6r + st
13. Możliwość;
14. Hokejka; IV+
15. Mały hokej; V
16. Przez pokrzywki; IV[1].